# Cleveringa (geslacht)
Cleveringa is een Nederlands patriciaatsgeslacht, afkomstig uit Groningen, dat verscheidene bestuurders en juristen voortbracht. De bekendste telg is prof. mr. Rudolph Pabus Cleveringa, hoogleraar aan de Universiteit Leiden en verzetsheld tijdens de Tweede Wereldoorlog, die bekend werd door zijn rede waarmee hij op 26 november 1940 protesteerde tegen het ontslag van alle joodse medewerkers van de universiteit door de Duitse bezetter.

## Geschiedenis

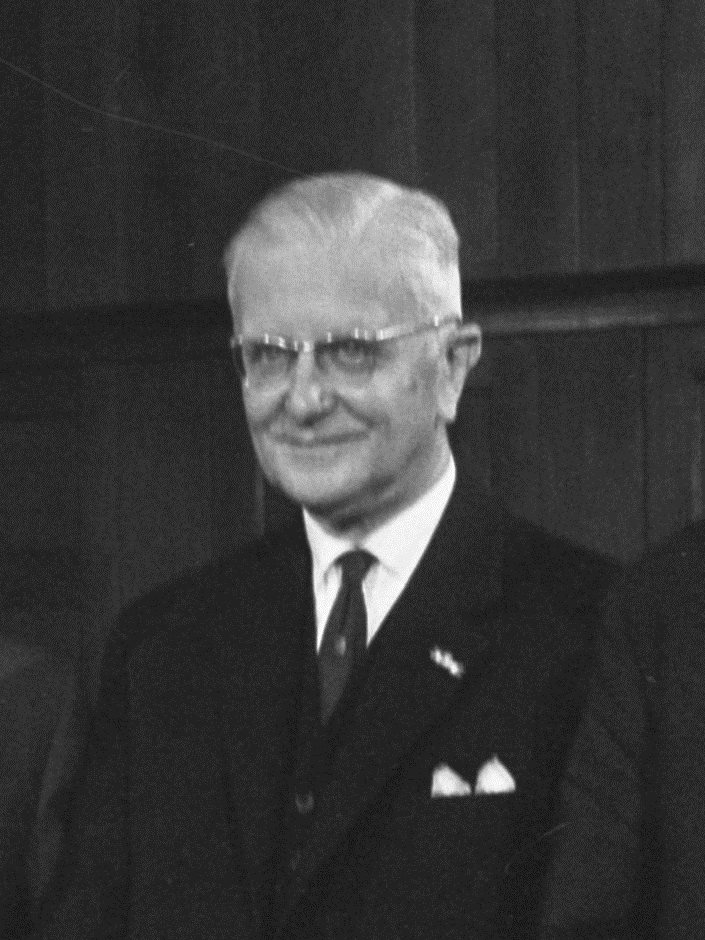
prof. mr. Rudolph Pabus Cleveringa (1894-1980), hoogleraar te Leiden

Het geslacht Cleveringa begint met Bronno Freerks Cleveringa, geboren te Oldenzijl, bouwmeester der stad Appingedam (ca. 1658-1717). Het geslacht Cleveringa werd in 1954 opgenomen in Nederland's Patriciaat. Het wapen is een rmgewende rode leeuw op een van zilver en rood geschakeerd veld.

## Enkele telgen

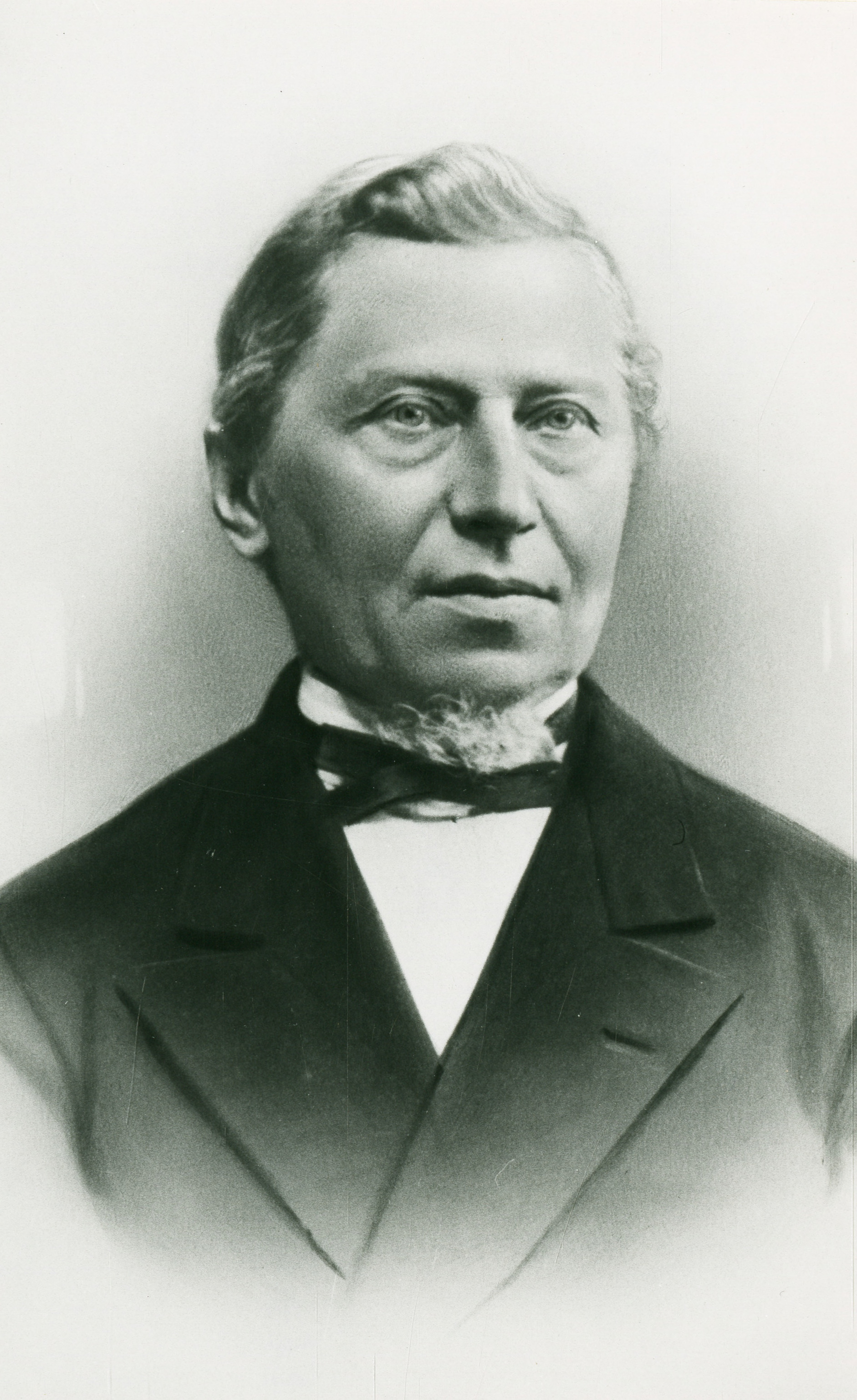
Mr. Rudolph Albert Cleveringa (1821-1903), burgemeester van Noordbroek en van Zuidbroek

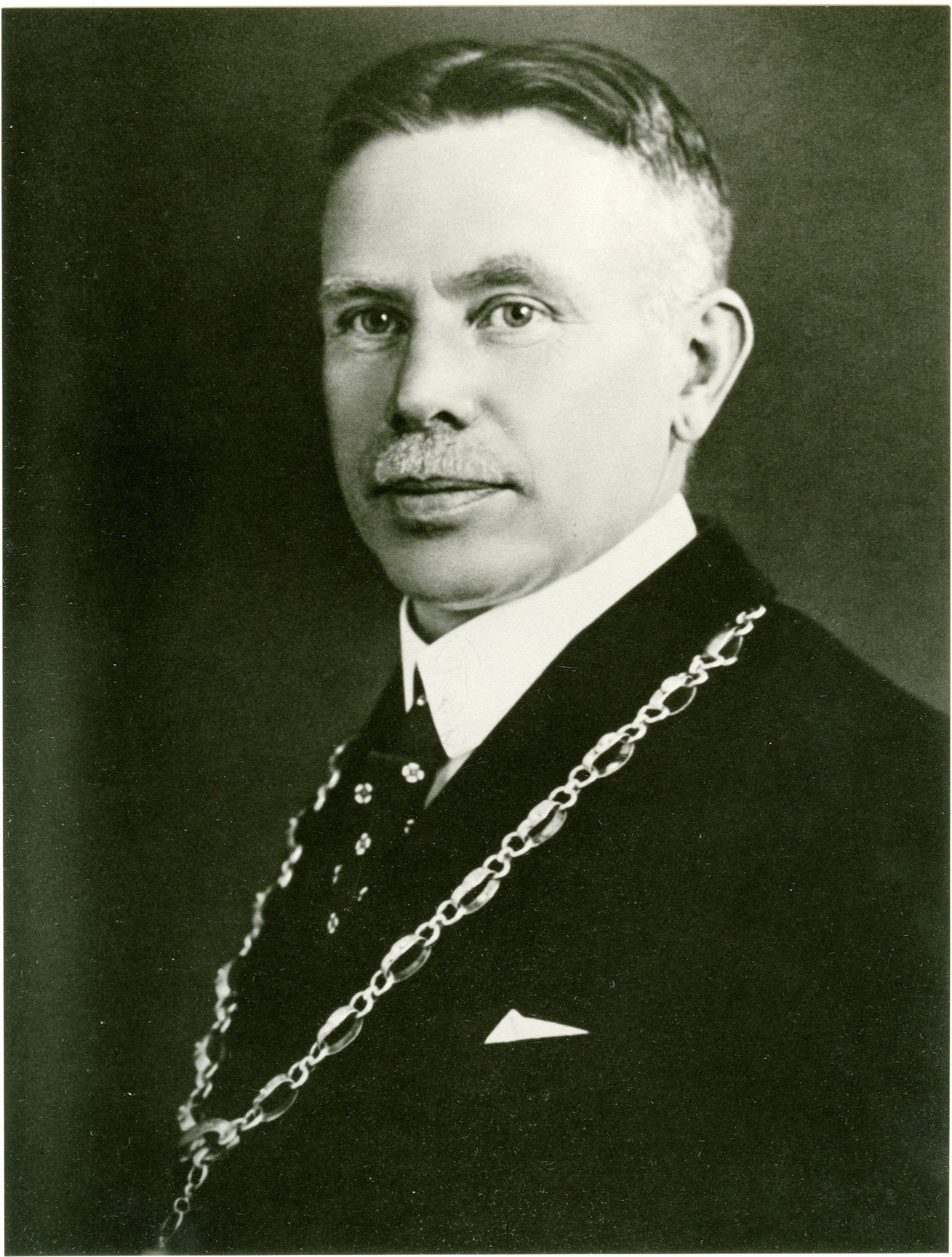
Rudolph Albert Cleveringa (1885-1981), zoon van bovenstaande, burgemeester van Nieuwolda en Zuidhorn.

- Bronno Freerks Cleveringa (ca. 1658-ca. 1717), brouwer, diaken en kerkvoogd te Appingedam, bouwmeester van de stad Appingedam; gehuwd met Annechien Jans de Vrieze
  -  Fredericus Cleveringa (1701-na 1751), redger te Warfhuizen en elders; gehuwd met Martjen Stenhuis
    -  Bronno (Fredericus) Cleveringa (1734-1810), burgemeester van Appingedam,; gehuwd met Johanna (Quintina) Pabus (1742-1812)
      -  mr. Rudolph Pabus Cleveringa (1763-1818), redger te Wirdum en burgemeester van Appingedam; gehuwd met Cornelia Ebels (1771-1826)
        -  dr. Rudolph Ebels Cleveringa (1790-1856), geneesheer te Appingedam; gehuwd met Gijsselina Margaretha Molenkamp (1798-1851)
          -  Cornelia Ebelina Cleveringa (1817-1897); gehuwd met dr. Paulus Adrianus van der Loeff (1811-1866)
          -  Gizelina Catharina Cleveringa (1819-1887); gehuwd met dr. Jetzo Boeles (1818-1857), predikant te Warfhuizen
          -  dr. Rudolph Pabus Cleveringa (1822-1900), geneesheer te Appingedam; gehuwd met Cicilia Tichelaar (1830-1908)
            -  mr. Jacobus Pieters (Piet) Cleveringa (1863-1932), rechter bij de rechtbank Heerenveen; gehuwd met Lutgerdina Catharina Lucretia Schleurholts (1867-1942)
              -  prof. mr. Rudolph Pabus Cleveringa (1894-1980), rechter bij de rechtbank Alkmaar, hoogleraar burgerlijk recht aan en rector magnificus van de Universiteit Leiden, lid van de Raad van State, verzetsheld tijdens de Tweede Wereldoorlog; gehuwd met Hiltje Boschloo (1898-1988)
                -  Tineke Cleveringa (1923-2008), docente Frans aan de HBS te Leiden; gehuwd met ds. Adriaan Johan Snaaijer (1914-1997)
                -  mr. Lutgerdina Afina (Dien) Cleveringa (1926-2015), advocaat, rechter bij de rechtbank Haarlem, een van de eerste vrouwelijke leden van de Raad van State; gehuwd met Pieter Barendsen (1926-?)
                -  mr. Hiltje Cleveringa (1930-2021), medewerkster van de Nederlandse Jurisprudentie; gehuwd met mr. Theophile Bonne ten Kate (1931-2022), procureur-generaal bij de Hoge Raad der Nederlanden

              -  Afina Cecilia ("Fien") Cleveringa (1898-1925)

            -  Gizelina Margaretha Swaantina Cleveringa (1870-1950); gehuwd met Johannes Daniel Noske (1870-1927), ontvanger der directe belastingen te Eindhoven

          -  Aafjen Sjabbina Cleveringa (1835-1906); gehuwd met mr. Everhardus van Loon, kantonrechter te Appingedam, griffier Gedeputeerde Staten van Groningen

        -  Jan Albertus Cleveringa (1792-1853), ontvanger der directe belastingen te Bierum
        -  ds. Heino Hermannus Brucherus Cleveringa (1794-1873), predikant te Uitwierda en elders; gehuwd met Helena Geertruida Nanninga (1801-1892)
          -  Fenna Catharina Cleveringa (1822-1872); gehuwd met ds. Theodorus Frederik Stuivinga (1820-1880), predikant te Heveskes
          -  ds. Rudolph Pabus Cleveringa (1823-1896), predikant te Bierum en elders; gehwud met Geertruida Helena Nanninga (1825-1907)
          -  Cornelia Ebelina Cleveringa (1831-1886); gehuwd met dr. Pieter Camphuis (1815-1878), geneesheer te Uithuizermeeden
          -  Aafjen Sjabbina Cleveringa (1833-1892); gehuwd met ds. Nanno Sierts Kappers (1832-1914), predikant te Ommerschans
          -  Rudolph Arnoldus Willem Cleveringa (1839-1927), wijnhandelaar te Groningen; gehuwd met Pieterke Nanninga (1841-1917)
            -  Helena Geertruida Cleveringa (1872-1932); gehuwd met ds. Leonardus Offerhaus (1868-?), predikant te Meeden
            -  ds. Heino Hermannus Brucherus Cleveringa (1874-1945), predikant te Middelstum; gehuwd met Anna Geertruida Jacoba Wilhelmina Mesdag (1879-?)
              -  Rudolph Arnoldus Willem Cleveringa (1903-?), gemeentesecretaris van Kantens

            -  Arnoldus Willem Cleveringa (1876-1952), tuinman en wijnhandelaar; gehuwd met Rikstkea Heilena Andrea Post (1881-1969)
              -  Gerhard Hindrikus Post Cleveringa (1904-1972), burgemeester van Nieuwolda en burgemeester van Scheemda

          -  ds. Jan Fredericus Albertus Martinus Cleveringa (1841-1941), predikant te Leermens

        -  Johannes Quintinus Cleveringa (1796-1875), burgemeester van Appingedam, lid van de Eerste Kamer der Staten-Generaal; gehuwd met Henrietta Paulina van Swinderen (1796-1864)
          -  Catharina Cleveringa (1818-1884); gehuwd met jhr. mr. Evert Joost Lewe van Aduard (1814-1863), rechter bij de rechtbank Groningen
          -  mr. Rudolph Pabus Cleveringa (1819-1890), kantonrechter te Appingedam, lid van de Provinciale Staten van Groningen; gehuwd met Margaretha Jacoba Mees (1828-1891)
            -  Henrietta Paulina Cleveringa (1852-1921); gehuwd met Pieter Jan Vos, gemeente-ontvanger en lid van de gemeenteraad van Groningen
            -  mr. Petrus Cleveringa (1853-1922), advocaat en notaris te Groningen
              -  mr. Rudolph Pabus Cleveringa (1887-1972), president van het Gerechtshof Leeuwarden, verzetsstrijder; gehuwd met Titia Meta Johanne Niemeijer (1889-1951)
                -  mr. Petrus (Piet) Cleveringa (1917-2013), kunstverzamelaar

            -  Johannes Quintinus Cleveringa (1858-1894), commissionair in effecten en wijnen; gehuwd met Margaretha Catharina Titia Diddens (geb. 1865)
            -  Bernardus Cleveringa (1861-1924), wijnhandelaar te Groningen; gehuwd met Martje Anna Takens
            -  Oncko Egberdinus Cleveringa (1868-1931), burgemeester van Weesp
              -  mr. Rudolph Pabus Cleveringa (1902-?), rechter bij de rechtbank Amsterdam

          -  mr. Rudolph Albert Cleveringa (1821-1903), burgemeester van Noordbroek en burgemeester van Zuidbroek; gehuwd met Ida Wildervanck (1833-1897)
            -  mr. Johannes Quintinus Cleveringa (1859-1893), advocaat en procureur te Arnhem; gehuwd met Petronella Maria van Royen (1859-1897)
              -  Rudolph Albert Cleveringa (1885-1981), burgemeester van Nieuwolda en burgemeester van Zuidhorn

            -  Rudolph Pabus Cleveringa (1872-1938), chef aanplant te Remboen 

          -  Cornelia Ebelina Cleveringa (1823-1899); gehuwd met jhr. Scato Ludolph Lewe van Aduard (1810-1853); daarna gehuwd met mr. Willem Jan Mees (1815-1869), officier van Justitie te Appingedam
          -  Onko de Rehden van Swinderen Cleveringa (1826-?); gehuwd met zijn nicht Egberdina Cornelia Cleveringa (1828-?)

        -  Aafjen Sjabbina Cleveringa (1798-1873), gehuwd met Anthonie Frederik Struick (1785-1842), commies bij het ministerie van Marine
        -  Enno Ebels Cleveringa (1801-1870), burgemeester van 't Zandt; gehuwd met Jantje Laurens Brink (1807-1890)
          -  Egberdina Cornelia Cleveringa (1828-?); gehuwd met haar neef Onko de Rehhden van Swinderen Cleveringa (1826-?)
          -  Lourentia Jansina Cleveringa (1835-1912); gehuwd met mr. Anthonius Lijphart (1828-1890), president van de Rechtbank Winschoten
          -  Rudolph Pabus Cleveringa (1844-1923), landeigenaar; gehuwd met Zwaantina Tichelaar (1849-1917)
            -  Enno Ebels Cleveringa (1883-1947), burgemeester van 't Zandt; gehuwd met Abellina Pieterdina Zandt (1876-1947)

        -  Fredericus Octavus Cleveringa (1803-1887), apotheker te Groningen
        -  mr. Albertus Muntinghe Cleveringa (1809-1874), advocaat en notaris te Appingedam; gehuwd met Ida Eelberdina Buseman (1817-1880)
          -  mr. Rudolph Pabus Cleveringa (1852-1919), president van de rechtbank Heerenveen, president van de Centrale Raad van Beroep; gehuwd met Gezina Geertruida Gerhardina Engelkens (1852-1928)

        -  mr. Martinus Everhardus Cleveringa (1814-1884), president van de rechtbank Appingedam

Geslachten die opgenomen zijn in het sinds 1910 verschijnende genealogische naslagwerk Nederland's Patriciaat. Lijst volgens opgave van het CBG Centrum voor familiegeschiedenis.
A · B · C · D · E · F · G · H · I · J · K · L · M · N · O · P · Q · R · S · T · U · V · W · Y · Z